# Ines Müllerová
Ines Müllerová, rozená Reichenbachová (* 2. ledna 1959, Grimmen) je bývalá německá atletka, koulařka, která reprezentovala tehdejší NDR.
V začátcích své atletické kariéry se věnovala také hodu diskem. V roce 1977 se stala v Doněcku juniorskou mistryní Evropy . Později se začala specializovat na vrh koulí. Na světové letní univerziádě 1981 v Bukurešti získala stříbrnou medaili. V roce 1985 vybojovala stříbro na světových halových hrách (předchůdce halové MS) v Paříži, kde prohrála jen se sovětskou koulařkou Nataliou Lisovskou.
Dvakrát reprezentovala na letních olympijských hrách. Na olympiádě v Moskvě 1980 se umístila ve finále na osmém místě (19,66 m). Na letních hrách v jihokorejském Soulu 1988 skončila těsně pod stupni vítězů, čtvrtá. Její nejdelší pokus měřil 20,37 m.

## Osobní rekordy
- vrh koulí (hala) - (21,26 m - 24. února 1985, Berlín)
- vrh koulí (venku) - (21,57 m - 16. května 1988, Athény)